# Agence de météorologie, climatologie et géophysique d'Indonésie
L’Agence de météorologie, climatologie et géophysique d'Indonésie (Badan Meteorologi, Klimatologi, dan Geofisika ou BMKG en indonésien) est le service météorologique d’Indonésie. Il s'agit d'une agence gouvernementale non-ministérielle.

## Histoire
C'est en 1841 que le docteur Onnen, directeur de l'hôpital de Bogor, commence à prendre des mesures météorologiques dans la colonie néerlandaise. En 1866, le gouvernement des Indes orientales néerlandaises fonde le Magnetisch en Meteorologisch Observatorium. Cet organisme changera plusieurs fois de nom, dont celui de Institut météorologique (象 区 Kishoukouzoukusho) pendant l'occupation japonaise de 1942 à 1945.
Après la proclamation de l'indépendance de l'Indonésie en 1945, l'agence fut divisée en deux, à savoir : le Bureau de météorologie situé dans le quartier général des Forces armées, à Yogyakarta dans le but spécifique de servir les intérêts de l'armée de l'air et le Bureau de météorologie et de géophysique à Jakarta, relevant du Ministère des travaux publics et de l’énergie. Cependant, le 21 juillet 1947 le gouvernement néerlandais a repris le Bureau de météorologie et de géophysique et l'a renommé Meteorologisch en Geofisiche Dienst pendant que le gouvernement provisoire conservait un bureau de météorologie et de géophysique à Jalan Gondangdia, Jakarta.
En 1949, après la renonciation des Pays-Bas à la souveraineté de la république d'Indonésie, les deux agences furent remplacées par le Bureau de météorologie et de géophysique relevant du Ministère des transports et des travaux publics. En 1950, l’Indonésie est officiellement devenue membre de l’Organisation météorologique mondiale (OMM) et chef du Bureau devint de-facto le représentant permanent du service auprès de l’Organisation.
Le nom et l'organisation changeant plusieurs fois et son nom actuel fut adopté le 6 septembre 2008.

### Centre des cyclones tropicaux
En 1986, le service indonésien a ouvert une centre de prévision des cyclones tropicaux au quartier-général de Jakarta. Ce dernier s'occupait de suivre les systèmes tropicaux et de lancer les alertes cycloniques nécessaires pour l’Indonésie et la zone qui va de l'équateur à 10 degrés sud et de 90 degrés est à 125 degré est.
En 1998, le comité sur les cyclones tropicaux de l’Organisation météorologique mondiale a recommandé que le Bureau of Meteorology australien prenne temporairement la relève du centre de Jakarta, le temps nécessaire pour que le personnel ait un entraînement plus complet de prévision. En 2008, le centre d'alerte tropicale de Jakarta a récupéré ses fonctions. Le premier cyclone à être nommé par ce centre a été le cyclone Durga un peu plus tard la même année.

## Mission
L'Agence a comme mission  en météorologie et géophysique :
- l'évaluation et préparation de politiques nationales dans ces domaines ;
- la coordination d'activités opérationnelles de météorologie, de climatologie, de qualité de l'air et de géophysique ;
- faciliter et guider les activités des organismes gouvernementaux et du secteur privé dans ces domaines ;
- l'observation, la collecte et la diffusion des données, ainsi que leur traitement et leur analyse à des fins de prévision ;
- formation du personnel spécialisé.

## Galerie

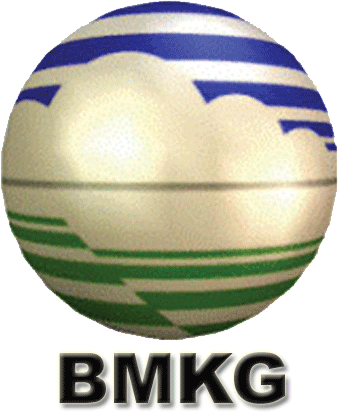
Logo de BMKG (–2010).
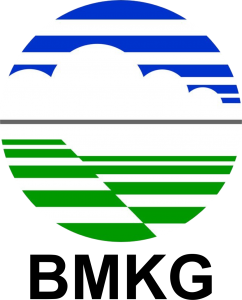
Logo actuel de BMKG (2010–).
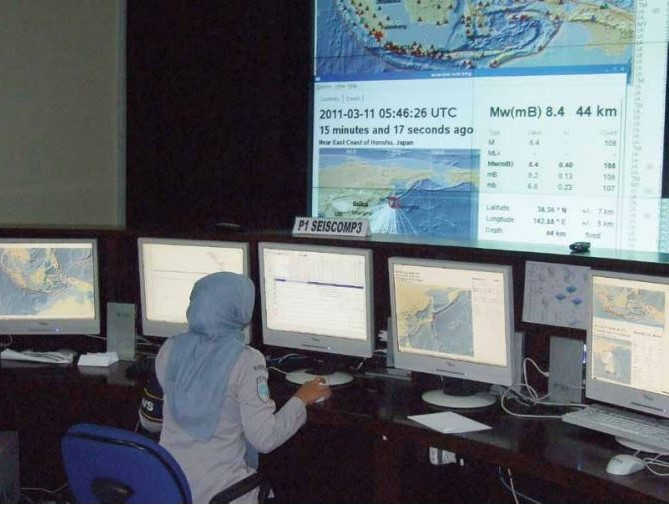
Surveillance des mouvements sismiques.